# José Manuel Espinosa
José Manuel Espinosa Gómez (San Bartolomé de las Abiertas, Toledo, España, 28 de julio de 1959) es un exfutbolista español que jugaba como defensa.

## Trayectoria
Se formó como futbolista en la cantera del Real Madrid C. F. y se incorporó al Castilla C. F. en la temporada 1978-79, tras el ascenso del equipo a Segunda División. En la campaña 1979-80 el Castilla fue subcampeón de la Copa del Rey al caer derrotado en la final ante el Real Madrid por 6-1, partido que Espinosa no pudo disputar debido a una sanción disciplinaria. A pesar de la derrota, el filial madridista obtuvo la clasificación para disputar la Recopa de Europa en la temporada 1980-81 porque el Real Madrid ya tenía asegurada su presencia en la Copa de Europa.
Espinosa jugó los dos encuentros de la primera ronda de la Recopa contra el West Ham United F. C.; en el primero de ellos el Castilla venció con un resultado de 3-1, mientras que en el segundo perdió por 5-1 y fue eliminado de la competición. Posteriormente, en la temporada 1981-82, hizo su debut con el Real Madrid en Primera División en el estadio de Castalia ante el C. D. Castellón. En el verano de 1982 fue traspasado al Real Sporting de Gijón, donde se mantuvo seis temporadas y jugó en dos ocasiones la Copa de la UEFA. Para la campaña 1988-89 firmó un contrato con el R. C. Celta de Vigo, equipo en el que jugó durante dos años en la máxima categoría y otro más en Segunda División tras el descenso de la campaña 1989-90. Abandonó la práctica del fútbol profesional en 1991, cuando expiró su vinculación con el Celta.

## Selección nacional
Fue internacional con España en la categoría sub-21 en nueve ocasiones y disputó los cuartos de final de la Eurocopa de 1982 frente a Alemania Federal.

## Clubes
| Club                   | País   | Año       |
| ---------------------- | ------ | --------- |
| Castilla C. F.         | España | 1978-1982 |
| Real Sporting de Gijón | España | 1982-1988 |
| R. C. Celta de Vigo    | España | 1988-1991 |